# Santa María de Toraya

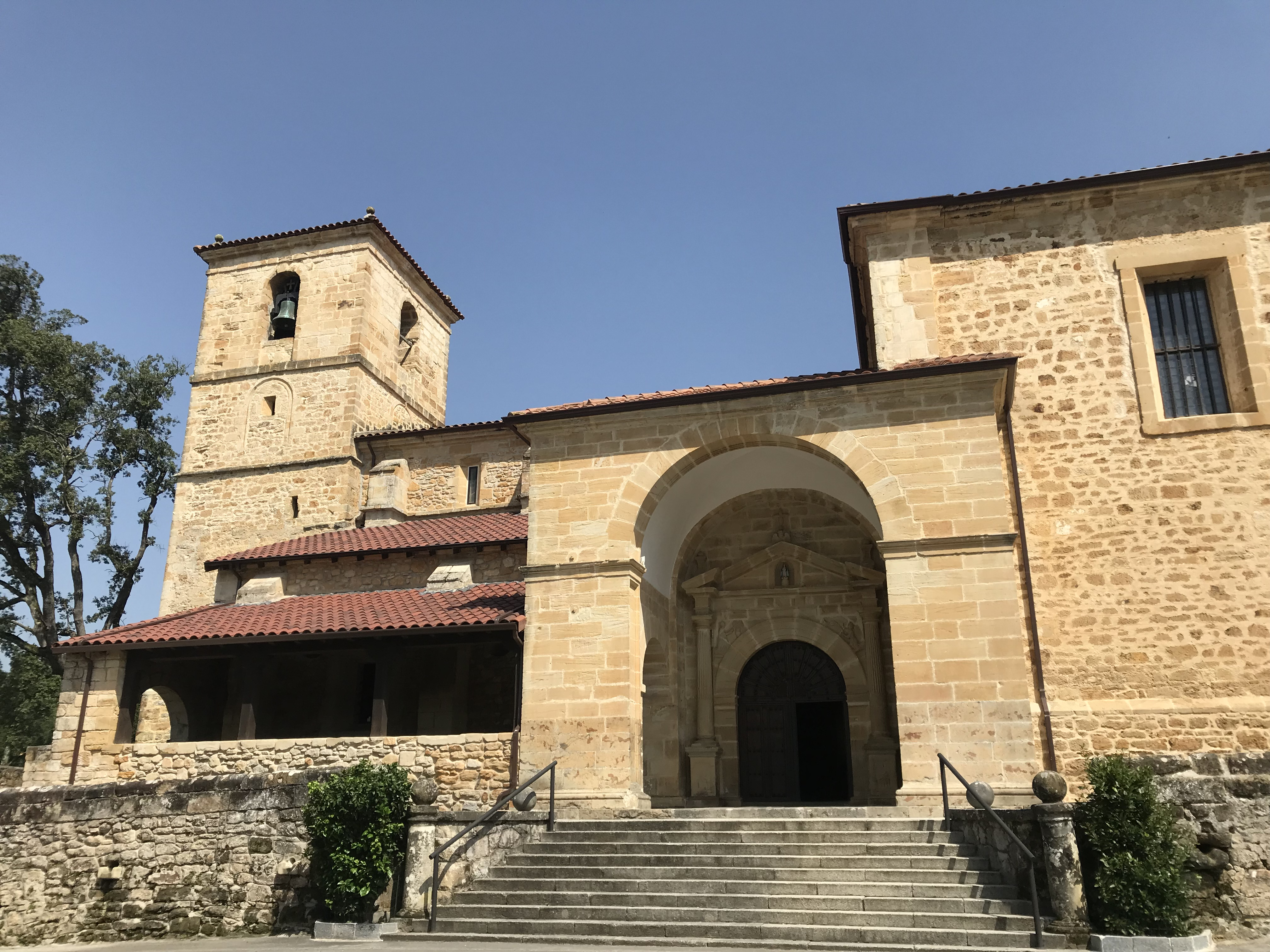
Iglesia parroquial de Hoz de Anero, en 1575 se edificó el nuevo presbiterio.

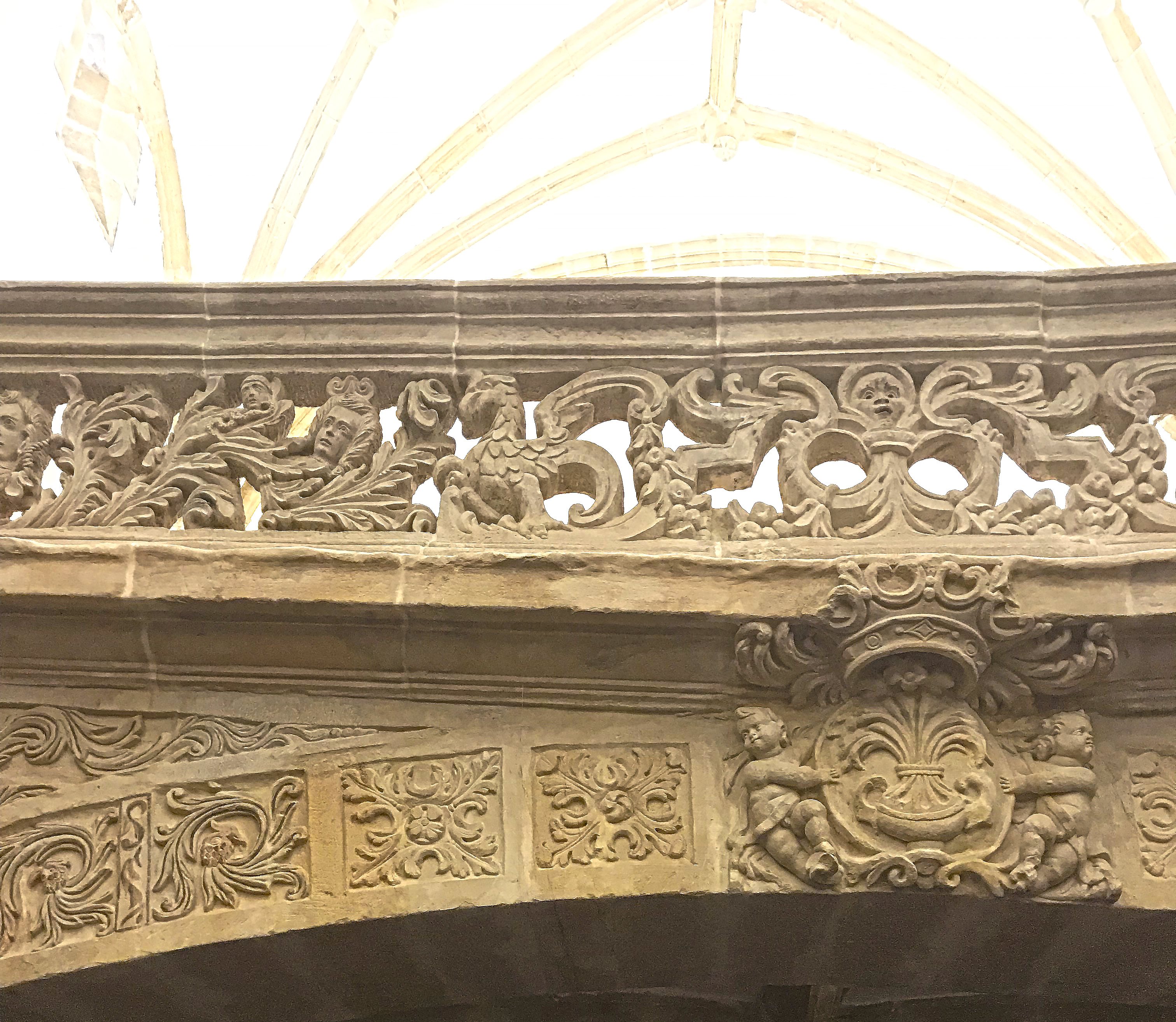
Profusamente decorado, uno de los más bonitos de Cantabria.

Iglesia parroquial de Hoz de Anero, Ribamontán al Monte, Cantabria. También conocida como iglesia de la Asunción. Primeramente fue un monasterio, en los siglos XIV y XV se reedificó y se construyó un nuevo crucero gótico. La cabecera polígonal, cubierta con cuarto de esfera avenerada sobre trompas es del siglo XVI, típicamente renacentista modelo muy original para Cantabria en esa época. Lo más antiguo que se conserva es el crucero gótico, del siglo XV. En 1892 el arquitecto Alfredo de la Escalera inspeccionó el edificio para su restauración: la bóveda, cubiertas y torre estaban en mal estado. De nuevo fue restaurada en 1992 para corregir problemas estructurales y su última intervención ha sido en el año 2016, donde se ha llevado a cabo un proyecto de conservación y restauración íntegro, que ha culminado en el 2018 con la creación de la Fundación Santa María de Toraya, cuyo objetivo es velar por el arte y patrimonio de toda Cantabria, desde el punto de vista de la conservación y restauración del arte y patrimonio.   

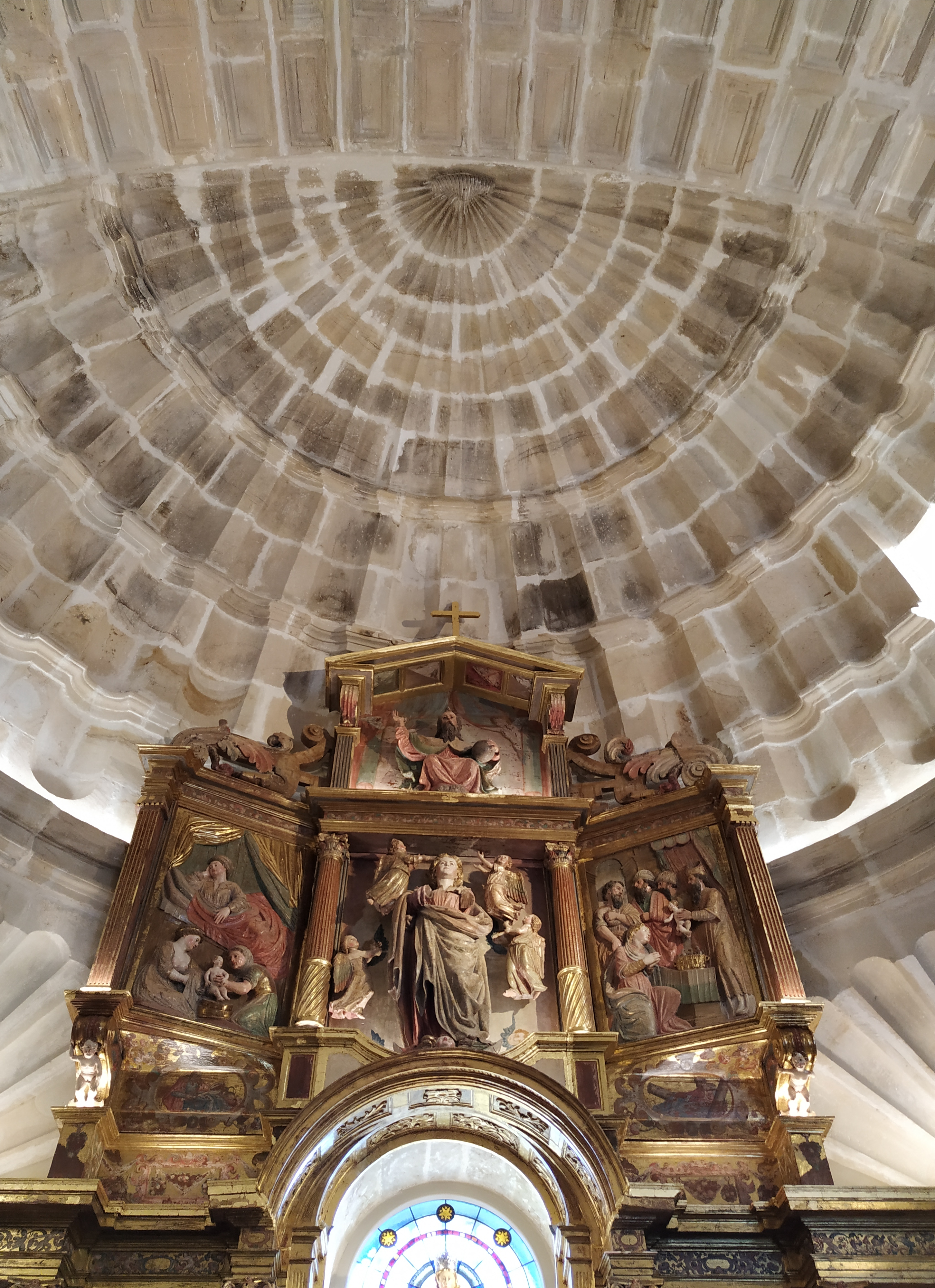
Cubierta avenerada sobre trompas. Año 1575

El periodo clasicista, la última fase del Renacimiento, está representado gracias al patronazgo de Los Acebedo, que construyen las capillas: de Los Acebedo en 1621 (en el lado del Evangelio) y la del Rosario en 1624 (en el lado de la Epístola), también con la nueva nave central concluida en el año 1629.  
La capilla de Los Acebedo de 1621 (primera del lado del Evangelio)
De planta cuadrada, realizada íntegramente en sillería. Cubierta por cúpula hemiesférica sobre pechinas con espejos. En los muros Norte y Oeste se insertan dos edículos, rematados con frontones curvos partidos, en cuyo centro encontramos el escudo de armas de Los Acebedo. El muro Este alberga un retablo de tipo «prechurrigueresco» del último tercio del siglo XVII. Por otro lado, encontramos sendas inscripciones a los lados del edículo norte, así como, en su parte inferior. En el suelo de esta capilla, encontramos la lápida de don Jerómino de la Vega Acebedo Sobremazas y Herrera.   
La capilla de El Rosario de 1624 (primera del lado de la Epístola)
Obra del maestro de cantería Juan del Arroyo. Esta cubierta por una bóveda de crucera y cuenta con una sacristía de doble tramo, donde se encuentra un aguamanil de gran calidad similar al de la iglesia de San Félix de Anero (1723). Actualmente alberga un retablo de nueva construcción dedicado a la Virgen del Pilar.   
Capilla de don Juan Pérez de Peredo de 1704 (segunda del lado del Evangelio)
Su fundador, Juan Pérez de Peredo fue Abad de Covadonga. De planta cuadrangular, cubierta por bóveda de crucería estrellada. En su muro frontal hay una inscripción sobre la que se encuentra un escudo con las armas de las familias: Peredo, Agüero y Sota.   
Capilla de don Juan Bautista de Acebedo primera mitad del siglo XVIII (tercera del lado del Evangelio)
Pequeño espacio cuadrangular, cubierto por bóveda de crucería de cinco claves.   
Capilla de la Purísima de 1620-1630 (segunda del lado de La Epístola)
Fundada por don Francisco Cagigal de la Vega, quien fue Capitán General de la isla de Cuba y Virrey de México. La lápida en el suelo tiene un escudo tallado con las armas de las familias: Vega, Cagigal, Alonso y Salinas y una inscripción que señala que ahí está enterrado el fundador y su esposa. También sobre un pilar, se pueden leer los méritos de su fundador. Esta capilla alberga un retablo tipo «prechurrigueresco» de hacia 1680, con un escudo en la parte superior que es el mismo que se ve en la clave de la capilla, correspondiente a las armas de Alonso Cagigal.    
Capilla de La Dolorosa primer tercio del siglo XVII (tercera del lado de la Epístola)
Antes conocida como capilla de San Antonio, en los escritos se alude a una antigua inscripción hoy desaparecida, en la que figura su fundador don Jerónimo de la Vega Acebedo. Esta capilla tiene un retablo rocoso de la segunda mitad del siglo XVIII.   
El coro
A los pies de la iglesia se edificó uno de los coros más hermosos de Cantabria. Realizada por tres maestros canteros: Francisco del Piñal, Mateo del Cagigal y Francisco de la Sierra, se documenta en 1732. Se abre mediante arco escarzano que alberga un escudo en su clave del Arzobispado de Burgos, con dovelas y enjutas decoradas, esta rematado con una balaustrada. En cuanto a la ornamentación encontramos: grifos y sirenas, mascarones enlazados por guirnaldas y hojarasca.
- Datos: Q60968699
- Multimedia: Santa María de Toraya / Q60968699